# Roderick Hietbrink

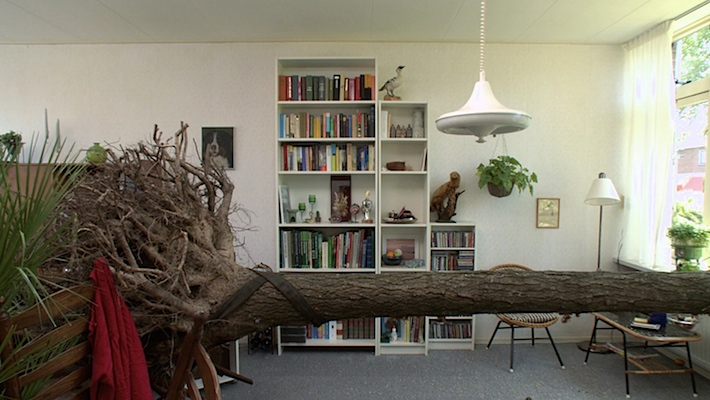
The Living Room

Roderick Hietbrink (Gorssel, 1975) is een Nederlandse kunstenaar. Hij studeerde in 1999 af aan de Academie voor Beeldende Kunsten Sint-Joost in Breda en volgde daarna een masteropleiding aan het Piet Zwart Instituut in Rotterdam. In 2011 en '12 was hij als artist in residence verbonden aan de Rijksakademie van beeldende kunsten in Amsterdam.
Hietbrink werkt voornamelijk met video-installaties, performance en geënsceneerde fotografie.
Roderick Hietbrink stelde onder andere tentoon in het Stedelijk Museum Amsterdam, Museum Boijmans Van Beuningen te Rotterdam en De Appel Amsterdam. In 2013 kocht het Stedelijk Museum het werk The Living Room aan, dat in datzelfde jaar aan het museumpubliek getoond werd in de wisselende collectiepresentatie.